# 플로렌티노 페레스
플로렌티노 페레스 로드리게스(스페인어: Florentino Pérez Rodríguez floɾenˈtino ˈpeɾeθ roˈðɾiɣeθ[*]; 1947년 3월 8일, 마드리드 ~)는 스페인의 사업가, 토목 공학자, 전 정치인이자, 현 레알 마드리드의 회장이자 세계적인 건설회사인 ACS의 CEO이다.

## 축구 행정가 경력
그는 레알 마드리드의 갈락티코스 (Los Galácticos) 시대에 회장을 역임한 것으로 유명하며, 당시 그는 최고의 선수를 영입하기 위해 고액의 이적료를 소비하였다.